# Ibrahim al-Imam
Abu Ishaq Ibrahim ibn Muhammad ibn Ali ibn Abdallah ibn al-Abbas (en árabe: ابو إسحاق إبراهيم بن محمد بن علي بن عبد الله بن العباس‎; 701/2–749), conocido como Ibrahim al-Imam (إبراهيم الإمام), fue el líder de la familia abasí y del movimiento clandestino Hashimiyya que preparó y lanzó la Revolución abasí contra el califato omeya. Heredó el liderazgo del movimiento de su padre, Muhammad, en 743, y desempeñó un papel importante en su expansión en Jorasán, entre otras cosas al nombrar a Abu Muslim como líder local. Ibrahim no vivió para ver el éxito de la revolución, siendo encarcelado y muriendo en agosto de 749, ya sea asesinado por orden del último califa omeya, Marwan II, o a causa de la plaga. Poco después, su hermano Abu'l-Abbas se convirtió en el primer califa abasí con el nombre de as-Saffah.

## Biografía

### Origen y familia
Ibrahim nació en 701/2, según la tradición en Humayma, una aldea al sur del Mar Muerto, en lo que hoy es el sur de Jordania, donde su abuelo, Ali ibn Abd Allah ibn al-Abbas, compró propiedades y estableció la familia abasí. Sin embargo, la fecha de la compra de Humayma y el asentamiento de los abasíes allí no es segura, ya que algunas tradiciones indican que ocurrió mucho más tarde, durante el reinado de Walid I (r. 705–715).
Ibrahim era hijo de una liberta (umm walad), y tenía un hermano completo, Musa, y tres medio hermanos: Abu'l-Abbas (más tarde el califa as-Saffah), Abu Ja'far (más tarde el califa al-Mansur) y al-Abbas. El abuelo de Ibrahim, Ali, era extremadamente piadoso pero por lo demás no era distinguido, y se informa que el padre de Ibrahim, Muhammad, se estableció como líder de la familia abasí mucho antes de la muerte de Ali en 736. Antes de trasladarse a Humayma, en Damasco, la capital omeya, Mahoma aparentemente se había hecho amigo y se había convertido en alumno de Abu Hashim, hijo de Muhammad ibn al-Hanafiyyah y nieto de Ali Ibn Abi Tálib, y líder (imam) del legitimista movimiento shi kaysanita alides de la Hashimiyya. Abu Hashim también se mudó a Humayma, y fue allí, en 716/7, poco antes de su muerte, donde Abu Hashim legó el liderazgo de los Hashimiyya a Mahoma y la familia abasí. Mahoma dirigió la Hashimiyya hasta su muerte en agosto/septiembre de 743. Su mandato estuvo marcado por dos logros: el traslado del centro de actividad del movimiento desde su base original en Kufa a la remota provincia oriental de Khurasan, y la consolidación del liderazgo abasí. El Khurasani Hashimiyya parece haber defendido inicialmente la causa más amplia de Alid, y su líder local, Sulayman ibn Kathir al-Khuza'i, mostró tendencias independientes. Sin embargo, especialmente después del fracaso de las revueltas rivales alid de Zayd ibn Ali y su hijo Yahya ibn Ali en 740 y 743, el movimiento quedó más firmemente bajo la tutela abasí. En todo momento, el imán abasí permaneció oculto y, por tanto, a salvo de la persecución omeya, y en público, la propaganda Hashimiyya hablaba vagamente de un líder de la «Familia del Profeta», capitalizando así el apoyo generalizado a un candidato Alid pero aprovechándolo para el beneficio de los abasíes.

### Liderazgo de los Hashimiyya

El califato omeya en su mayor extensión c. 740, antes de la revuelta bereber y la revolución abasí.

Cuando Ibrahim asumió el liderazgo de Hashimiyya después de la muerte de su padre, el movimiento entró en una nueva fase más militante; Varios de sus agentes (da'i) instaron a Ibrahim a lanzar inmediatamente un levantamiento, pero él se negó. El propio Ibrahim era una figura popular, conocida por su generosidad, pero también tenía una disposición sensata y práctica. En 744/5, nombró a Abu Salama como da'i jefe en Kufa, y al año siguiente, 745/6, envió a Abu Muslim a Khurasan como representante plenipotenciario. Al parecer, la Hasimiyya jorasaní había pedido a un miembro de la familia abasí como figura simbólica, pero Ibrahim aparentemente consideró demasiado peligroso y prematuro enviar a uno de sus propios parientes allí, ya que su posible captura por los omeyas pondría en peligro a los abasíes al revelar su papel en él. Abu Muslim era un mawla abasí y había sido adoptado como miembro de la familia abasí por Ibrahim para aumentar su posición, pero su origen es oscuro y probablemente era de baja cuna. Como resultado, Sulayman ibn Kathir al-Khuza'i, que había estado en el cargo durante mucho tiempo, reaccionó con hostilidad ante la llegada de Abu Muslim. Ibrahim había ordenado expresamente a Abu Muslim que obedeciera a Sulayman en todas las cosas, pero también lo armó con una amplia autoridad sobre Jorasán y todo el este islámico; al explotar las rivalidades locales, Abu Muslim logró gradualmente dejar de lado al veterano líder como verdadero jefe de la Hashimiyya en Jorasán.
En el momento de la llegada de Abu Muslim a Khurasan, el propio califato omeya estaba siendo devastado por una desastrosa guerra civil, la tercera fitna (744-747), entre miembros rivales de la dinastía omeya. La guerra exacerbó las rivalidades tribales, especialmente la rivalidad Qays-Yaman; el eventual vencedor, Marwan II, fue un campeón de los Qais. La violencia se extendió también a Jorasán, donde las revueltas de al-Harith ibn Surayj y Juday al-Kirmani ocuparon la atención del gobernador omeya, Nasr ibn Sayyar. La violencia intensificó el descontento generalizado de los árabes jorasaníes con el régimen omeya, que era percibido como opresivo e injusto, especialmente en cuestiones de impuestos y recaudación de impuestos por parte de los no musulmanes, que por tanto tenían autoridad sobre los musulmanes, y en el empleo de a las fuerzas militares locales en campañas prolongadas, sangrientas e infructuosas.
A principios de 747, Ibrahim supuestamente ordenó a Abu Muslim y a sus principales seguidores que vinieran a La Meca para realizar consultas, al amparo de la peregrinación Hajj. En el camino, sin embargo, recibieron una carta de Ibrahim indicándoles que regresaran y declararan públicamente un levantamiento. Lo que se conoció como la revolución abasí se proclamó el 30 de mayo de 747. Con el apoyo de las descontentas tribus Yaman, el movimiento rápidamente logró tomar el control de Jorasán. Encabezados por Qahtaba ibn Shabib al-Ta'i, quien fue nombrado comandante por Ibrahim, los jurasaniés marcharon hacia el oeste, inicialmente en busca de Nasr ibn Sayyar, y luego hacia el corazón del califato. Tradiciones posteriores registran que antes de enviarlo a Jorasán, Ibrahim le había encargado a Abu Muslim reclutar entre los yaman y exterminar a todos los hablantes de árabe en Jorasán. Los historiadores modernos consideran que ambos se crearon después de los hechos, con propósitos específicos: el primero para reflejar el eventual predominio de los yaman en los ejércitos de la revolución abasí, lo cual era natural ya que estaban muy insatisfechos con el régimen omeya de tendencia Qais, y el segundo como una invención de los círculos árabes durante el califato abasí, cuando los iraníes y los turcos llegaron a dominar cada vez más la administración y el ejército califal.

### Muerte y sucesión
Al mismo tiempo, sin embargo, los omeyas lograron descubrir el papel de Ibrahim y su paradero: desde Humayma, el imán fue llevado primero a Damasco y luego al cuartel general de Marwan II en Harrán. Se dan varios relatos diferentes sobre cómo ocurrió esto, lo que indica la confusión existente incluso en ese momento en cuanto a los eventos exactos. Poco después de su encarcelamiento, en algún momento de agosto de 749, Ibrahim murió, justo cuando los ejércitos Hashimiyya entraban en Irak. La causa de la muerte de Ibrahim no está clara, y algunas tradiciones insisten en que Marwan II lo asfixió, lo envenenó o lo mató de alguna otra manera; mientras que otras tradiciones indican que Ibrahim murió a causa de la peste. Según el historiador Moshe Sharon, es poco probable que Marwan II hubiera deseado la muerte del imán abasí, ya que tener al líder del levantamiento bajo su control le permitió negociar en lugar de luchar hasta el final. De hecho, al menos una tradición sugiere que Ibrahim no fue encarcelado, sino conducido desde Humayma con honores, acompañado por varios otros miembros prominentes de su familia, como parte de las negociaciones con Marwan II, y que Ibrahim no fue arrestado hasta su llegada a Damasco. Varias tradiciones insisten en que en Harran Ibrahim se reunió varias veces con Marwan II, pero que intentó negar cualquier relación con el levantamiento Hashimiyya.
Según la tradición abasí posterior, Ibrahim nombró a su hermano Abu'l-Abbas como su sucesor, pero la realidad fue aparentemente más confusa, o al menos no conocida por los líderes de los Hashimiyya, como después de la captura de Kufa y las noticias de la muerte de Ibrahim. Después de su muerte, se hicieron fuertes demandas de un califa alid. Sólo con el apoyo de los comandantes jurasani, contra la desgana de Abu Salama, el 28 de noviembre de 749 Abu'l-Abbas fue proclamado califa en Kufa. Los dos hijos de Ibrahim, Abd al-Wahhab y Muhammad, disfrutaron de una carrera militar contra el Imperio bizantino, además de asumir el papel honorífico de dirigir la peregrinación anual Hajj.